# Розв'язна алгебра Лі
В математиці, алгебра Лі {\displaystyle {\mathfrak {g}}} називається розв'язною похідний ряд стає нульовим починаючи з деякого члена. Похідною алгеброю Лі називається підалгебра в {\displaystyle {\mathfrak {g}}}, що позначається як
{\displaystyle [{\mathfrak {g}},{\mathfrak {g}}]}
і елементами якої за означенням є дужки Лі всеможливих пар елементів з {\displaystyle {\mathfrak {g}}}.  Похідним рядом називається послідовність підалгебр
{\displaystyle {\mathfrak {g}}\geqslant [{\mathfrak {g}},{\mathfrak {g}}]\geqslant [[{\mathfrak {g}},{\mathfrak {g}}],[{\mathfrak {g}},{\mathfrak {g}}]]\geqslant [[[{\mathfrak {g}},{\mathfrak {g}}],[{\mathfrak {g}},{\mathfrak {g}}]],[[{\mathfrak {g}},{\mathfrak {g}}],[{\mathfrak {g}},{\mathfrak {g}}]]]\geq ...}
Елементи цього ряду також позначаються {\displaystyle D^{k}{\mathfrak {g}}} де {\displaystyle D^{0}{\mathfrak {g}}={\mathfrak {g}}}  і {\displaystyle D^{k+1}{\mathfrak {g}}=[D^{k}{\mathfrak {g}},D^{k}{\mathfrak {g}}].}
Якщо для деякого k виконується {\displaystyle D^{k}{\mathfrak {g}}=\{0\}}, то алгебра Лі називається розв'язною.
Максимальна розв'язна підалгебра називається підалгеброю Бореля. Найбільший розв'язний ідеал алгебри Лі називається радикалом.

## Означення
Нехай {\displaystyle {\mathfrak {g}}}  — скінченновимірна алгебра Лі над полем характеристики 0. Тоді твердження нижче є еквівалентними і можуть бути використані як означення:
- (i) {\displaystyle {\mathfrak {g}}} є розв'язною за означенням вище.
- (ii) {\displaystyle {\rm {ad}}({\mathfrak {g}})}, приєднане представлення алгебри {\displaystyle {\mathfrak {g}}}, є розв'язним.
- (iii) Існує скінченна послідовність ідеалів {\displaystyle {\mathfrak {a}}_{i}} алгебри {\displaystyle {\mathfrak {g}}}} для яких:

{\displaystyle {\mathfrak {g}}={\mathfrak {a}}_{0}\supset {\mathfrak {a}}_{1}\supset ...{\mathfrak {a}}_{r}=0,\quad \forall i[{\mathfrak {a}}_{i},{\mathfrak {a}}_{i}]\subset {\mathfrak {a}}_{i+1}.}
- (iv) {\displaystyle [{\mathfrak {g}},{\mathfrak {g}}]} є нільпотентною алгеброю Лі.[2]
- (v) Для {\displaystyle n}-вимірної алгебри {\displaystyle {\mathfrak {g}}} , існує послідовність підалгебр {\displaystyle {\mathfrak {a}}_{i}} алгебри {\displaystyle {\mathfrak {g}}} для яких:

{\displaystyle {\mathfrak {g}}={\mathfrak {a}}_{0}\supset {\mathfrak {a}}_{1}\supset ...{\mathfrak {a}}_{n}=0,\quad \forall i\operatorname {dim} {\mathfrak {a}}_{i}/{\mathfrak {a}}_{i+1}=1,}
і {\displaystyle {\mathfrak {a}}_{i+1}} є ідеалом в {\displaystyle {\mathfrak {a}}_{i}}. Ця послідовність називається елементарною послідовністю.
- (vi) Існує скінченна послідовність підалгебр {\displaystyle {\mathfrak {g}}_{i}} алгебри {\displaystyle {\mathfrak {g}}} для яких,

{\displaystyle {\mathfrak {g}}={\mathfrak {g}}_{0}\supset {\mathfrak {g}}_{1}\supset ...{\mathfrak {g}}_{r}=0,} і {\displaystyle {\mathfrak {g}}_{i+1}} є ідеалом {\displaystyle {\mathfrak {g}}_{i}} і до того ж  {\displaystyle {\mathfrak {g}}_{i}/{\mathfrak {g}}_{i+1}} є комутативною алгеброю Лі.
- (vii) {\displaystyle {\mathfrak {g}}} є розв'язною тоді і тільки тоді коли її форма Кіллінга {\displaystyle B} задовольняє умову {\displaystyle B(X,Y)=0} для всіх X в {\displaystyle {\mathfrak {g}}} і Y в {\displaystyle [{\mathfrak {g}},{\mathfrak {g}}]}.[5]

## Приклади
- Напівпроста алгебра Лі ніколи не є розв'язною.[6]
- Будь-яка абелева алгебра Лі є розв'язною.
- Будь-яка нільпотентна алгебра Лі є розв'язною.
- Якщо {\displaystyle V} є скінченновимірним векторним простором над полем {\displaystyle K} і {\displaystyle F=\{V_{i}\}} — повний прапор векторних підпросторів. Підалгебра {\displaystyle {\mathfrak {b}}(F)=\{x\in {\mathfrak {gl}}(V)|xV_{i}\subset V_{i},\;\;\forall V_{i}\}} алгебри {\displaystyle {\rm {gl}}_{k}} є розв'язною алгеброю Лі. Якщо на просторі {\displaystyle V} ввести базис, що узгоджується з {\displaystyle F} то елементи алгебри {\displaystyle {\mathfrak {b}}(F)} визначаються верхніми трикутними матрицями. Алгебра верхніх трикутних матриць над полем {\displaystyle K} розмірності n позначається {\displaystyle {\mathfrak {t}}(n,K).} Якщо {\displaystyle K} — алгебраїчно замкнуте поле характеристики 0 то довільна розв'язна скінченновимірна алгебра Лі над полем {\displaystyle K} ізоморфна підалгебрі алгебри {\displaystyle {\mathfrak {t}}(n,K).}

## Властивості
- Згідно з теоремою Лі, якщо {\displaystyle V} є скінченновимірним векторним простором над алгебраїчно замкнутим полем {\displaystyle K} характеристики 0 і {\displaystyle {\mathfrak {g}}} є розв'язною алгеброю Лі над підполем {\displaystyle k} поля {\displaystyle K}, і {\displaystyle \pi } є представленням алгебри {\displaystyle {\mathfrak {g}}} над простором {\displaystyle V},тоді існує повний прапор векторних підпросторів {\displaystyle F} для якого     {\displaystyle \pi ({\mathfrak {g}})\subset {\mathfrak {b}}(F).} Зокрема існує вектор {\displaystyle v\in V} що є одночасно власним вектором матриць {\displaystyle \pi (X)} для всіх елементів {\displaystyle X\in {\mathfrak {g}}}.[7] Більш загально теорема Лі є справедливою якщо поле {\displaystyle K} є досконалим і містить всі власні значення усіх матриць {\displaystyle \pi (X).}

- Підалгебра Лі, факторалгебра і розширення розв'язної алгебри Лі є розв'язними алгебрами Лі.
- Розв'язна ненульова алгебра Лі має ненульовий абелевий ідеал, останній ненульовий член в похідному ряді.[8]
- Образ розв'язної алгебри Лі при гомоморфізмі є розв'язною алгеброю Лі.[8]
- Якщо {\displaystyle {\mathfrak {a}}} є розв'язним ідеалом в {\displaystyle {\mathfrak {g}}} і алгебра {\displaystyle {\mathfrak {g}}/{\mathfrak {a}}} є розв'язною, то і алгебра {\displaystyle {\mathfrak {g}}} є розв'язною.[8]
- Якщо {\displaystyle {\mathfrak {g}}} є скінченновимірною, тоді існує єдиний розв'язний ідеал {\displaystyle {\mathfrak {r}}\subset {\mathfrak {g}}}, що містить всі розв'язні ідеали алгебри {\displaystyle {\mathfrak {g}}}. Цей ідеал називається радикалом алгебри {\displaystyle {\mathfrak {g}}} і позначається {\displaystyle {\rm {rad}}{\mathfrak {g}}}.[8] Радикали мають важливе значення в теорії скінченновимірних алгебр Лінад полями характеристики 0 оскільки в цьому випадку довільна алгебра Лі є напівпрямою сумою свого радикала, що є розв'язною алгеброю Лі і деякої напівпростої алгебри Лі. Тому класифікація алгебр Лі зводиться до класифікації напівпростих алгебр Лі і розв'язних алгебр Лі. Проте завдання класифікації скінченновимірних розв'язних алгебр Лі є набагато складнішим, ніж класифікація напівпростих алгебр.
- Якщо {\displaystyle {\mathfrak {a}},{\mathfrak {b}}\subset {\mathfrak {g}}} є розв'язними ідеалами, то таким є і ідеал {\displaystyle {\mathfrak {a}}+{\mathfrak {b}}}.[6]
- Розв'язна алгебра Лі {\displaystyle {\mathfrak {g}}} має єдиний найбільший нільпотентний ідеал {\displaystyle {\mathfrak {n}}}, що є множиною елементів {\displaystyle X\in {\mathfrak {g}}} для яких {\displaystyle {\rm {ad}}_{X}} є нільпотентним відображенням. Розв'язна алгебра Лі розкладається на напівпряму суму цього ідеалу і деякої абелевої підалгебри. Якщо D є диференціюванням на {\displaystyle {\mathfrak {g}}}, то {\displaystyle D({\mathfrak {g}})\subset {\mathfrak {n}}}.[9]

## Цілком розв'язні алгебри Лі
Алгебра Лі {\displaystyle {\mathfrak {g}}} називається цілком розв'язною якщо для неї існує елементарна послідовність ідеалів у  {\displaystyle {\mathfrak {g}}} від {\displaystyle 0} до {\displaystyle {\mathfrak {g}}}. Скінченновимірна нільпотентна алгебра Лі є цілком розв'язною і цілком розв'язна алгебра Лі є розв'язною. Над алгебраїчно замкнутим полем розв'язна алгебра Лі є цілком розв'язною, натомість, наприклад {\displaystyle 3}-вимірна дійсна алгебра Лі групи евклідових ізометрій площини є розв'язною але не цілком розв'язною. Ця алгебра є ізоморфною матричній алгебрі
{\displaystyle X=\left({\begin{matrix}0&\theta &x\\-\theta &0&y\\0&0&0\end{matrix}}\right),\quad \theta ,x,y\in \mathbb {R} .}
Розв'язна алгебра Лі {\displaystyle {\mathfrak {g}}} над полем є цілком розв'язною тоді і тільки тоді коли всі власні значення {\displaystyle {\rm {ad}}_{X}} належать {\displaystyle k} для всіх {\displaystyle X} в {\displaystyle {\mathfrak {g}}}.